# یونایتد اسپیریتس
یونایتد اسپیریتس (انگلیسی: United Spirits) شرکت نوشیدنی هندی است، که در سال ۱۸۲۶ تأسیس شد.